# Traktat w Algeciras

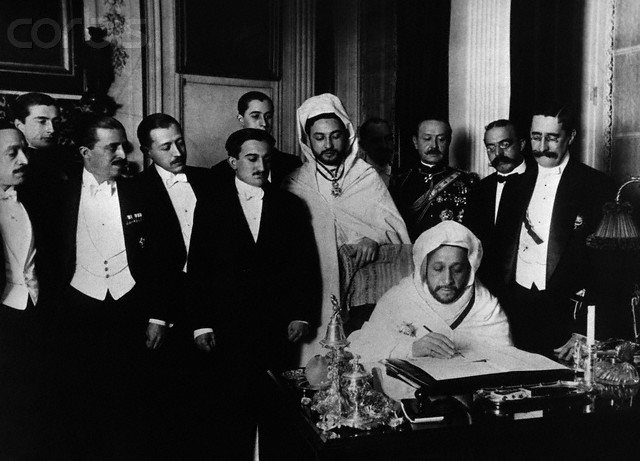
Podpisanie traktatu w Algeciras

Traktat w Algeciras – układ podpisany na zakończenie konferencji w Algeciras (w Hiszpanii) – 7 kwietnia 1906, oddający Maroko pod nadzór („protekcję”) 12 potęg europejskich (m.in. Francji, Wielkiej Brytanii, Niemiec, Hiszpanii i Włoch), pod pozorami przeprowadzenia reform i modernizacji gospodarki marokańskiej.

## Konferencja w Algeciras

### Tło historyczne
Konferencja miała miejsce po latach rywalizacji (od końca XIX wieku) o terytoria marokańskie. W 1901 morderstwo francuskiego handlarza na wybrzeżu Rifu spowodowało interwencję francuskiego ministra spraw zewnętrznych, która zaowocowała zawarciem porozumienia, dającego Francji zgodę na to, aby „pomóc” administracji marokańskiej w nie do końca kontrolowanych regionach wschodnich Maroka. Wykorzystując to porozumienie francuski wojskowy Lyautey, odpowiedzialny wówczas za algierski region południowego Oranu, „spacyfikował” granicę algiersko-marokańską. Od 1905 Lyautey nie miał już oporów przed wysłaniem francuskich wojsk stacjonujących w Algierii na krótkie lub dłuższe „misje” w głąb Maroka.
Jednak inne europejskie potęgi, głównie Hiszpania, Wielka Brytania i Niemcy, również interesowały się Marokiem. W zamian za rezygnację z jakichkolwiek ambicji w Egipcie, Francji udało się zapewnić brytyjską neutralność w Maroku. Hiszpania, mając duże nadzieje związane z Marokiem, przeciągała negocjacje. 6 października 1904 Francja zawarła z Anglią porozumienie, które ograniczyło możliwości manewru Hiszpanom (oba państwa łączyło entente cordiale, zawarte pół roku wcześniej).
Sułtan Maroka Abd al-Aziz IV, podejrzewając, że niezależność jego kraju może zostać zagrożona, zwrócił się z prośbą o pomoc do Niemiec, co wywołało ich rywalizację z Francją. 31 marca 1905 cesarz Wilhelm II w Tangerze spotykał się z marokańskim sułtanem. Niemieckiemu cesarzowi nie udało się jednak otrzymać wsparcia Anglii, ani innych potencjalnych sojuszników przeciwko Francji (podpisany 24 lipca tajny układ z Björkö nie został urzeczywistniony).
Francja i Niemcy ostatecznie zdecydowały się rozstrzygnąć kwestię Maroka na międzynarodowej konferencji, która miała odbyć się po 6 miesiącach w Algeciras.

### Konferencja
Konferencja rozpoczęła się w Algeciras 16 stycznia 1906. Uczestniczyło w niej 12 europejskich krajów. O podjęcie roli mediatora poproszono prezydenta USA Theodore Roosevelta.
Po długich negocjacjach ustalono kompromis zawarty w traktacie, podpisanym 7 kwietnia 1906. Traktat sporządzono w języku francuskim, depozytariuszem była Hiszpania. Dokumenty ratyfikacyjne złożono w Madrycie 31 grudnia 1906 zgodnie z art. 122. 

### Postanowienia traktatu
- Na mocy traktatu z Algeciras, Maroko miało pozostać niezależne. Podtrzymano zasadę „otwartych drzwi”, co w rzeczywistości oznaczało nieformalny nadzór.
- Francja i Hiszpania otrzymały szerokie prawa nadzoru nad sprawami marokańskimi, m.in. otrzymały nadzór nad policją portową. Kontrolę nad policją również miały sprawować Francja i Hiszpania.
- Kontrola celna na granicy Maroka z Algierią miała należeć wyłącznie do Francuzów, a w okręgu Rif do Hiszpanów.
- Utworzono Marokański Bank Państwowy, który był kontrolowany przez Bank Wielkiej Brytanii, Bank Francji, Bank Rzeszy i Bank Hiszpanii.
- Zgodnie z końcowym art. 123 dotychczasowe umowy stron z Marokiem pozostawały w mocy, lecz w razie rozbieżności z nowym układem miał on pierwszeństwo.

Organizacja konferencji stanowiła już praktyczną porażkę Niemiec, które wcześniej groziły nawet wojną, a później musiały poważnie ograniczyć swoje roszczenia.